# Mario Cacho
Mario Cacho (* 7. Juli 1962 in Puebla, Puebla) ist ein ehemaliger mexikanischer Fußballspieler, der vorwiegend im Mittelfeld agierte.

## Laufbahn
Der gebürtige Poblense begann seine Profikarriere 1983 bei seinem Heimatverein Puebla FC und gewann mit den Camoteros in der Saison 1989/90 sowohl die Meisterschaft als auch den Pokalwettbewerb.
Außerdem spielte Cacho mindestens zwei Jahre für den Stadtrivalen Ángeles de Puebla sowie für jeweils eine Spielzeit für Cruz Azul (1988/89), den Querétaro FC (1990/91) und die UAT Correcaminos (1991/92).

## Erfolge
- Mexikanischer Meister: 1990
- Mexikanischer Pokalsieger: 1990